# Frexit

Localização da França na União Europeia

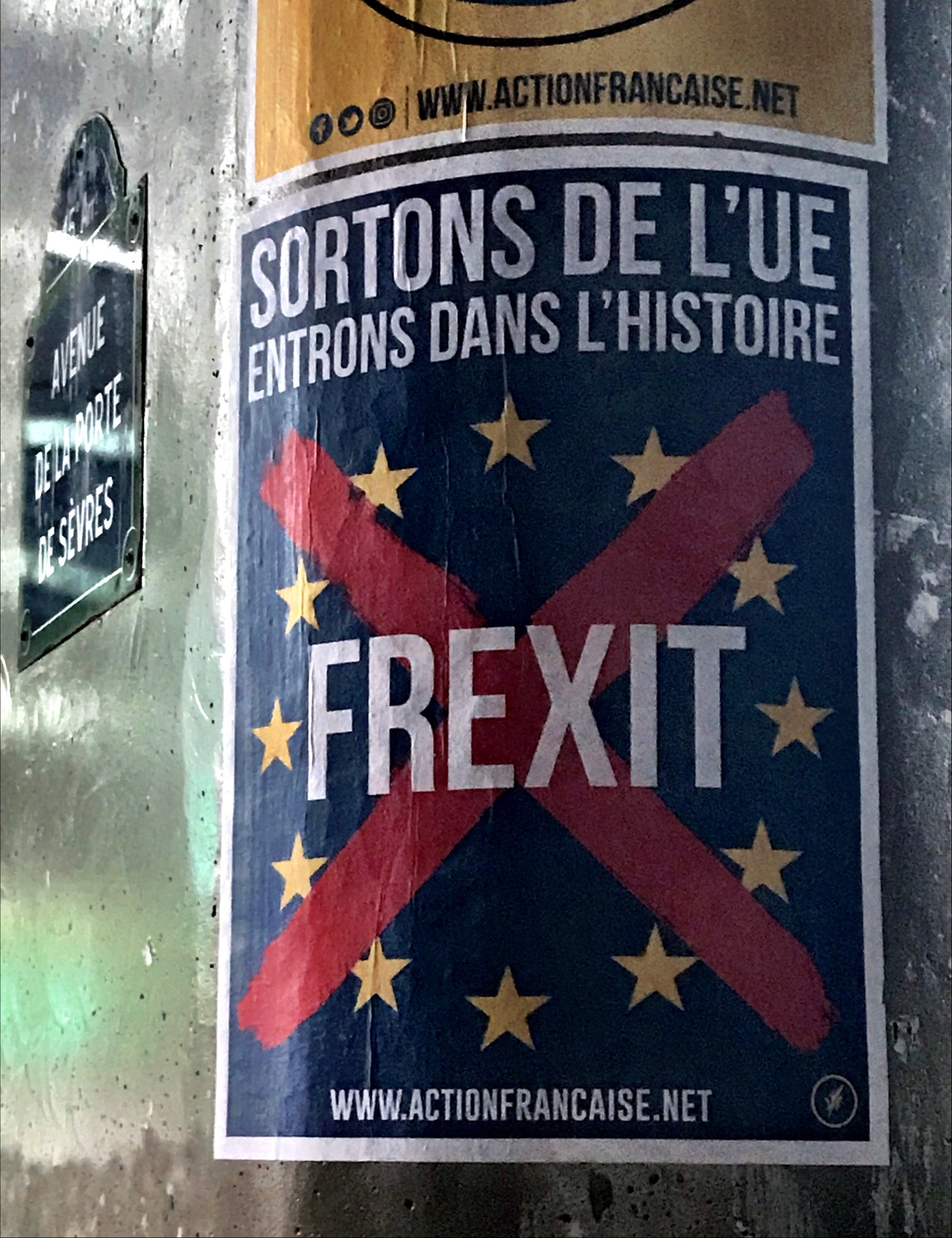
Cartaz da campanha eleitoral pela Action Française partido em favor de Frexit

Frexit (a aglutinação de "francês" ou "França" e "exit") é a hipotética saída da França da União Europeia (UE). O termo é semelhante ao Brexit, que denota a saída do Reino Unido da UE. O termo foi usado principalmente durante a campanha que levou à eleição presidencial francesa de 2017.
Uma pesquisa do Pew Research Center em junho de 2016, antes do referendo de adesão do Reino Unido à União Europeia em 2016, concluiu que a França tem uma visão desfavorável de 61% da UE, perdendo apenas para 71% da Grécia, com o Reino Unido com 48%. No entanto, quando questionados sobre uma saída real da UE, 45% dos franceses gostariam de permanecer no bloco, enquanto 33% expressaram o desejo de sair. O número a favor da permanência aumentou para 60% em uma pesquisa subsequente em 2019.
O referendo de adesão do Reino Unido à União Europeia realizado em 23 de junho de 2016, que resultou em 51,9% dos votos expressos a favor da saída da UE, ocorreu durante a campanha eleitoral que levou à eleição presidencial francesa de 2017. Após o resultado do referendo, a líder nacional da Frente , Marine Le Pen, prometeu um referendo francês sobre a adesão à UE se ela vencesse as eleições presidenciais. O ex-presidente François Hollande se reuniu com políticos, incluindo Le Pen, após a votação e rejeitou sua proposta de referendo. O candidato a companheiro de 2017, Nicolas Dupont-Aignan, de Debout la France, também defendeu um referendo. Em vez disso, a União Popular Republicana de François Asselineau defende uma retirada unilateral da UE usando o artigo 50 do Tratado de Lisboa.

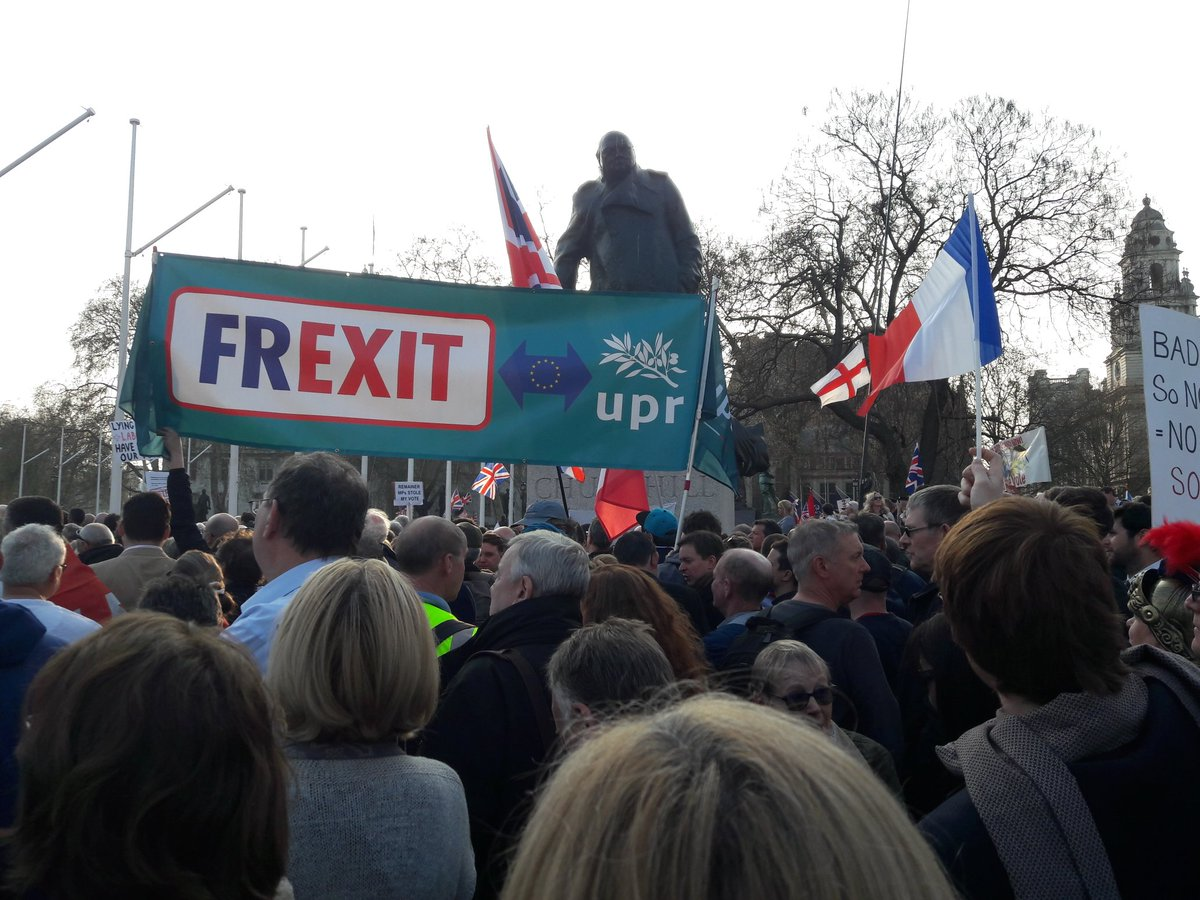
Ativistas apoiados por Frexit (PRU-UPR) se reuniram na Parliament Square em Londres em 29 de março de 2019 para apoiar o Brexit

## Pesquisas
Em uma entrevista de janeiro de 2018 com a British Broadcasting Corporation (BBC), o presidente da França Emmanuel Macron concordou com Andrew Marr que o povo francês estava igualmente desencantado com a globalização e se fosse apresentado a uma resposta simples sim/não a uma pergunta tão complexa, eles "provavelmente" votaram no Frexit nas mesmas circunstâncias.
Em janeiro de 2019, o pesquisador do Institut français d'opinion publique conduziu uma pesquisa sobre várias perguntas que poderiam ser feitas se o referendo da iniciativa dos cidadãos fosse aplicado na França. Uma dessas questões é sobre a saída da França da UE. O resultado foi que 60% se opuseram.